# Plantago ovata
Plantago ovata (eller på dansk: loppefrøvejbred) er en lægeplante i vejbred-slægten. Planten – eller især dens frø – kaldes nogle gange hvide loppefrø på dansk.

## Udbredelse
Plantago ovata vokser i Sydeuropa (Spanien inkl. De Kanariske Øer, Madeira, Cypern) og Vest- og Sydasien (Mellemøsten, Kaukasus, Den Arabiske Halvø, Pakistan og Indien, hvor den vokser i ørkener og på græssletter i 50-2100 meters højde.. Det er svært at fastslå hvor den er naturligt hjemmehørende da arten har været dyrket i lang tid. Arten findes også i den sydvestlige del af USA og den nordvestlige del af Mexico. Forekomsterne i Nordamerika er ofte regnet som forvildede fra dyrkning, men nyere forskning fra 2008 siger at arten måske også er naturligt forekommende der.

## Beskrivelse
Plantago ovata er en enårig urt som bliver op til 38 cm. Den har linje- eller lancetformede blade. Den blomster i marts-maj måned med aks med regelmæssige blomster med 2,5-3 mm store ægformede eller omvendt ægformede kronblade. Frugterne er kapsler med 2 rødbrune til sorte 2,3 mm lange frø.

## Galleri
- Billeder af Plantago ovata
- Vækstform
- Blomster-stand
- Frøstand
- Frø (Loppefrø)
- Habitat

## Levested
Plantago ovata vokser i ørkener og græssletter i 50-2100 meters højde.

## Anvendelse
Planten dyrkes for sine frø. Frøskallerne forhandles under navnet psyllium eller loppefrø. Disse kan dog også stamme fra andre vejbredarter. Frøskallerne anvendes som afføringsmiddel, mod diarre, forhøjet blodtryk og højt kolesteroltal med mere.
De bruges også som fortykningsmiddel i frosne mejeriprodukter.